# Broye-Aubigney-Montseugny
Broye-Aubigney-Montseugny település Franciaországban, Haute-Saône megyében. Lakosainak száma 512 fő (2022. január 1.). Broye-Aubigney-Montseugny Germigney, Cléry, Heuilley-sur-Saône, Perrigny-sur-l'Ognon, Mutigney, Chevigney, Pesmes, La Grande-Résie, Sauvigney-lès-Pesmes és Vadans községekkel határos.

## Népesség
A település népességének változása:
| Lakosok száma | 448  | 467  | 483  | 486  | 492  | 501  | 505  | 508  | 512  |
|               | 2013 | 2015 | 2016 | 2017 | 2018 | 2019 | 2020 | 2021 | 2022 |